# Болгаро-чешские отношения
Болгаро-чешские отношения — двусторонние дипломатические отношения между Болгарией и Чехией. Отношения были установлены 27 сентября 1920 года.
Болгария имеет посольство в Праге. Чехия имеет посольство в Софии и почетные консульства в Варне и Пловдиве.

## История отношений
Дипломатические отношения между Болгарией и Чехословакией были установлены 27 сентября 1920 года. Они были разорваны 1 июня 1939 года и восстановлены 10 октября 1945 года.
23 декабря 1992 года Болгария признала Чехию после распада Чехословакии и установила с ней дипломатические отношения на уровне посольств с 1 января 1993 года.

## Торговля
За последние 10 лет товарооборот между Болгарией и Чехией достигнул 1,727 млрд евро.

## Дипломатические мисии
- У Чехии есть посольство в Софии[3] и почётные консульства в Варне[4] и Пловдиве[5]
- У Болгарии есть посольство в Праге[6]